# Golfe de Californie
Pour les articles homonymes, voir Californie (homonymie).
Le golfe de Californie, aussi connu sous les noms de mer de Cortés (Mar de Cortés en espagnol, qui est le nom le plus utilisé par les riverains) et mer Vermeille (Mar Bermejo) est une mer bordière de l'océan Pacifique qui sépare la péninsule de Basse-Californie du Mexique continental. À son extrême nord se trouve l'embouchure du fleuve Colorado. Il est entouré par les États mexicains de Basse-Californie, Basse-Californie du Sud, Sonora et Sinaloa.

## Géographie
L'Organisation hydrographique internationale définit les limites du golfe de Californie de la façon suivante : 
- Au sud : une ligne joignant la punta Piaxtla, au Mexique (23° 39′ 10″ N, 106° 48′ 35″ O), et l'extrémité méridionale de la Basse-Californie (Cabo San Lucas, 22° 52′ 36″ N, 109° 53′ 39″ O).

Le golfe de Californie contient deux grandes îles : Ángel de la Guarda et Tiburón, ainsi que de nombreuses autres plus petites îles du nord au sud, toutes classées au Patrimoine mondial de l'UNESCO en 2005, puis inscrites sur la liste du patrimoine mondial en péril en 2019 : Montague, San Luis, San Esteban, Coronado, San Lorenzo, Tortuga, San Pedro Martir, San Pedro Nolasco, San Marcos, Coronados, Carmen, Monserrat, Santa Catalina, Santa Cruz, San José, La Partida, Espíritu Santo, île Jacques Cousteau (anciennement Cerralvo) pour les plus importantes.

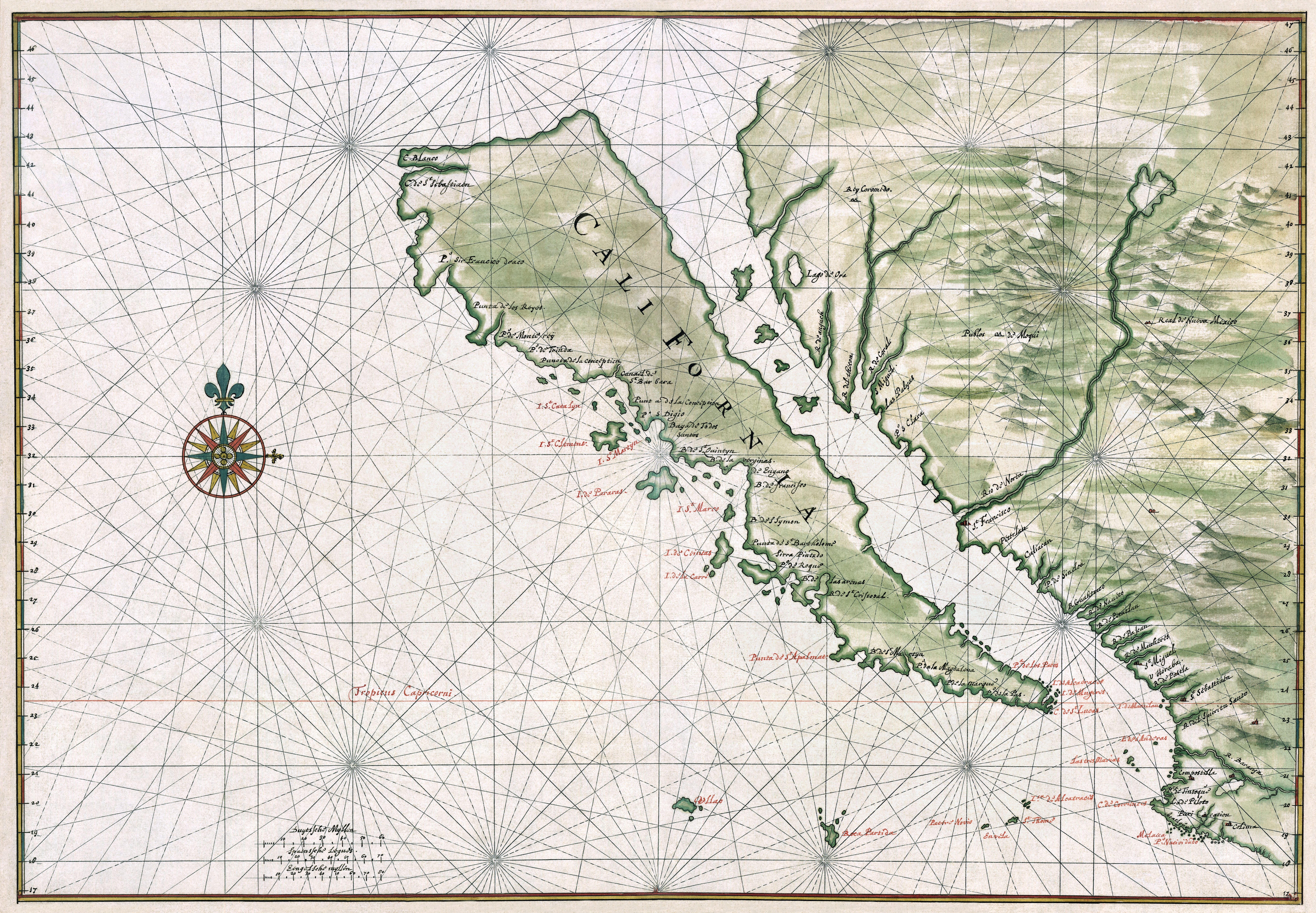
Carte du golfe vers 1650.
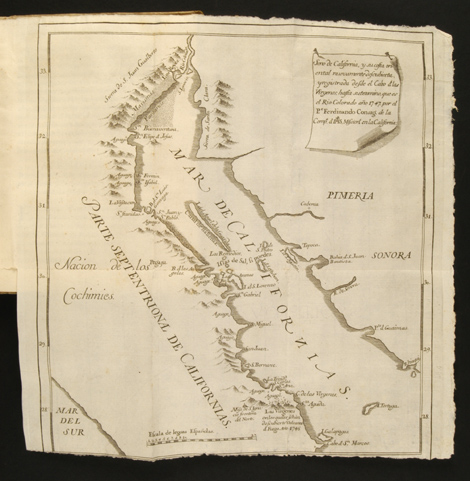
Vers 1750, il est prouvé que la Basse-Californie est une péninsule (carte de Ferdinand Konščak).
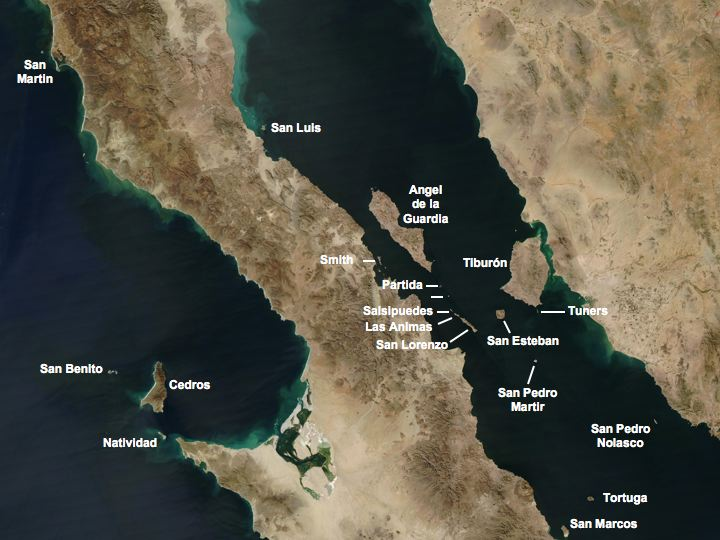
Les îles au nord du golfe.
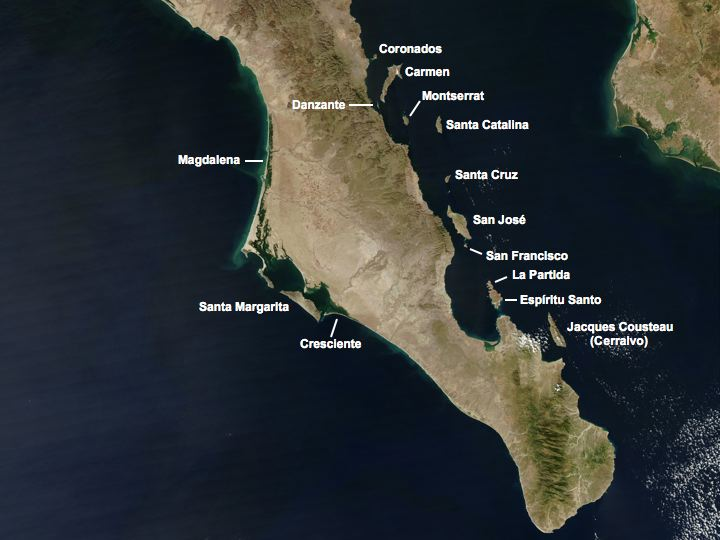
Les îles au sud du golfe.

## Histoire
L'hydronyme espagnol, Mar de Cortés, a été donné en l'honneur du conquistador espagnol Hernán Cortés par Francisco de Ulloa en 1539. Ulloa croyait au départ que le golfe menait au légendaire détroit d'Anian, qui liait l'océan Pacifique à l'océan Atlantique. Melchor Díaz y réalisa des expéditions d'exploration importantes en 1540. Le missionnaire-explorateur Eusebio Kino est le premier à prouver que la Basse Californie est une péninsule (et non pas une île). Ce qui est confirmé par Ferdinand Konščak, vers 1750, qui dessine une carte des côtes du golfe de Californie.
En 2005, 244 îles, ilots, et zones côtières ont été classés sur la liste du patrimoine mondial de l'UNESCO comme Îles et aires protégées du Golfe de Californie au titre de leur richesse biologique et de la recherche en matière de spéciation ainsi que de la beauté des paysages.

## Écologie

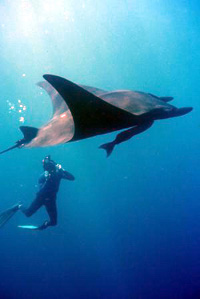
Raie manta du Pacifique.

Le golfe de Californie abrite environ 890 espèces de poissons (77 endémiques). Il est habité par 33 espèces de cétacés, dont le grand dauphin. C'est aussi le foyer du marsouin du golfe de Californie, qui est l'unique mammifère marin endémique du Mexique, et le refuge de la baleine bleue, l'animal le plus grand de la planète, ainsi que celui de la baleine à bosse, qui migre depuis la côte de l'Alaska pour se reproduire dans ces eaux. Le golfe compte 922 îles avec 887 espèces de la flore et de la faune.

## Littérature
- Dans la mer de Cortez de John Steinbeck, paru en 1951.